# 慕鶴駅
慕鶴駅（모학역、モハクえき）は朝鮮民主主義人民共和国平安南道順川市にある朝鮮民主主義人民共和国鉄道省が運営する鉄道駅である。慕鶴線に所属する。広大な貨物ヤードを有する。

## 隣の駅
朝鮮民主主義人民共和国鉄道省
慕鶴線
戴建駅 - 慕鶴駅 - 順川セメント聯合企業所